# Nycteola avola
Nycteola avola är en fjärilsart som beskrevs av George Thomas Bethune-Baker 1906. Nycteola avola ingår i släktet Nycteola och familjen trågspinnare. Inga underarter finns listade i Catalogue of Life.